# 筆記
筆記（ひっき、英語: writing）とは、書き記すこと。あるいは筆で書くこと。また、それによって書かれたもの。

## 概説
筆記とは、書き記すことである。特に、文字類を書くことを指すのが一般的である。
日本では古くは書く道具としてもっぱら《筆》を用いていたため「筆記」と言う。
誰かが話すことを聞いて筆記することは、特に「口述筆記（こうじゅつひっき）」と言う。
西欧語圏では、手で書かれたもの、手で書くことをmanuscript、manuscritなどと言う。日本語では文脈に応じて「マニュスクリプト（英語）」「マニュスクリ（フランス語）」「写本」「原稿」などと訳し分けている。
活字ができる前から羽根ペンなどで筆記するときに用いられていたアルファベットを、英語では "cursive", "joint writing" などと呼び、日本語では「筆記体」と呼んでいる。

## 筆記試験
筆記試験とは、試験を受ける者に何かを書かせることで、その者の程度を判断するための試験である。基本的に「実技試験」や「面接試験」という用語・概念と対比的に用いられている。

## 筆記用具
筆記するための用具を筆記用具と言う。
粘土板と棒（メソポタミア）、パピルスと葦ペンとインク（古代エジプト）、竹簡や紙と筆・墨・硯（古代東アジア）、羊皮紙と羽ペン（中世ヨーロッパ。写本など）、紙と万年筆（20世紀、各地）、ノートと鉛筆やペン類（現代、各地）　等々、様々な筆記用具を用いてきた歴史がある。
筆記用具の概念を革命的に変えたのは西洋ではタイプライター、東洋ではワードプロセッサである。アメリカでワードプロセッサが生まれた時は文章を編集・構成する「意識の拡張」の道具にすぎなかったが、日本では文書作成の妨げになっていた漢字かな混じり文 の劣勢を一挙に改革して、キーボードとともに筆記用具としての地位を確立した。作家の坂口安吾は「文字と速力と文学」（坂口安吾 文字と速力と文学 1940年）の中で「私の想念は電光の如く流れ走つてゐるのに、私の書く文字はたど／＼しく遅い」と書いていたが、そうした速力も想念に追いつけるようになった。
20世紀末からは一瞬で文章をコピーしたり、ネットとつながることで文章を瞬時に送信することもできるようになった。一方で手書きの機会は大幅に減っており、文具メーカーなどによって手書き推進運動が行われるようになっている。
手書きに頼る期間が長かった日本では、筆記具の改良が進められた。日本国内で、世界で初めて開発し誕生した筆記用具として以下のようなものがある。
- ガラスペン - 1902年、佐々木定次郎
- ノック式シャープペンシル - 1960年、ぺんてる
- サインペン - 1963年、ぺんてる
- 水性ボールペン（ローラーボール）- 1964年、OHTO
- 製図用シャープペンシル - 1965年、ぺんてる
- 筆ペン - 1972年、セーラー万年筆
- ゲルインクボールペン（中性ボールペン） - 1984年、サクラクレパス
- フリクション - 2006年、パイロット
- エマルジョンボールペン - 2010年、ゼブラ
- 印鑑付ボールペン - シヤチハタ